# Disque oral

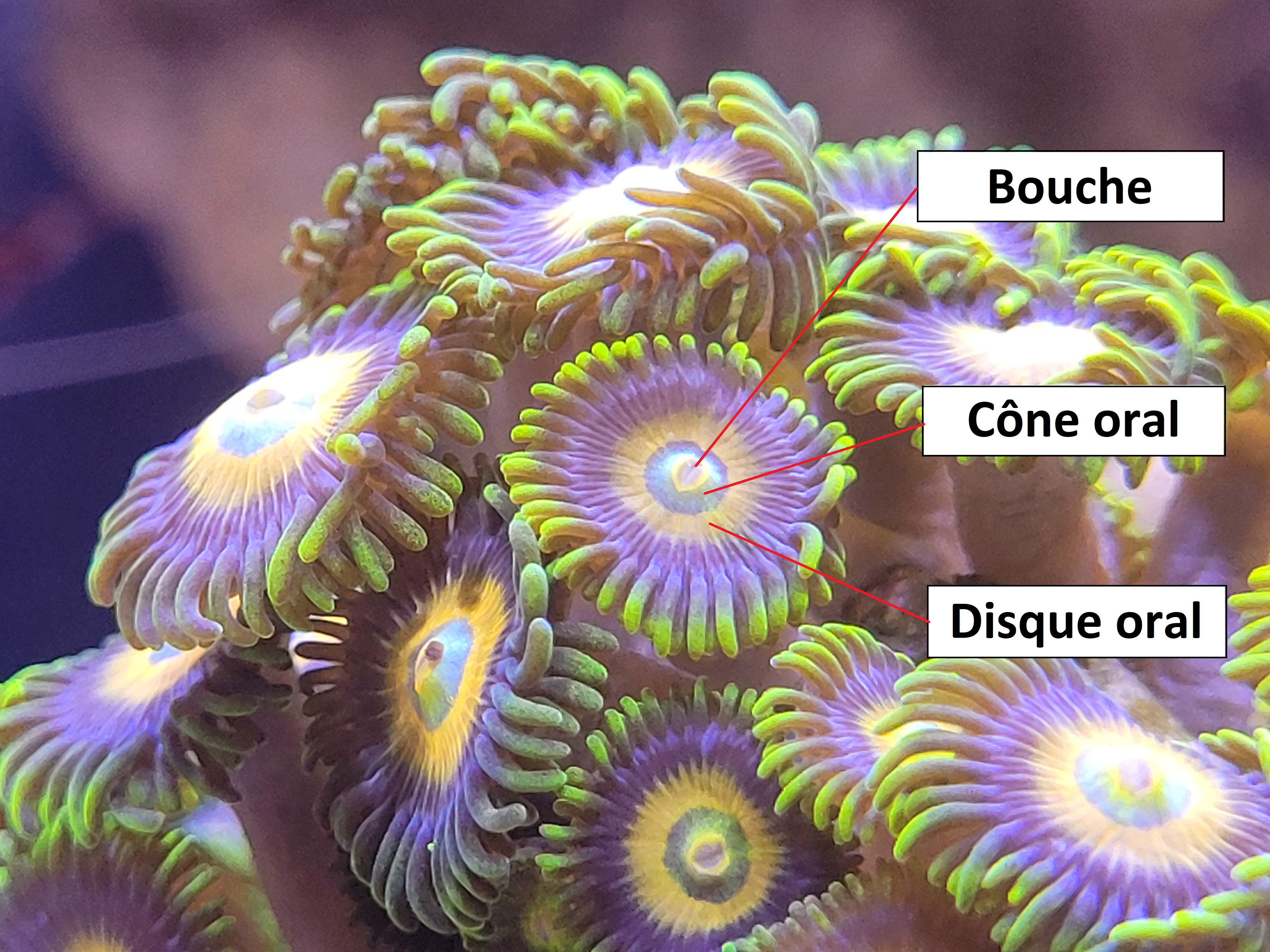
Anatomie externe de la bouche d'un corail.

Schéma d'un tentacule de corail

Le disque oral est chez les coraux la zone de tissu à la surface du polype qui relie les tentacules au cône oral.